# العلاقات البولندية الأيرلندية
العلاقات البولندية الأيرلندية هي العلاقات الثنائية التي تجمع بين بولندا وجمهورية أيرلندا.

## مقارنة بين البلدين
هذه مقارنة عامة ومرجعية للدولتين:
| وجه المقارنة                                              | بولندا                                                                             | جمهورية أيرلندا                                       |
| --------------------------------------------------------- | ---------------------------------------------------------------------------------- | ----------------------------------------------------- |
| المساحة (كم2)                                             | 312.68 ألف                                                                         | 70.27 ألف                                             |
| عدد السكان (نسمة)                                         | 38.43 مليون                                                                        | 4.76 مليون                                            |
| الكثافة السكانية (ن./كم²)                                 | 122.91                                                                             | 67.74                                                 |
| العاصمة                                                   | وارسو                                                                              | دبلن                                                  |
| اللغة الرسمية                                             | اللغة البولندية                                                                    | اللغة الأيرلندية، لغة إنجليزية، الإنجليزية الأيرلندية |
| العملة                                                    | زلوتي بولندي                                                                       | جنيه أيرلندي، يورو، عملات اليورو الأيرلندية           |
| الناتج المحلي الإجمالي (بليون دولار)                      | 524.51 مليار                                                                       | 333.73 مليار                                          |
| الناتج المحلي الإجمالي (تعادل القوة الشرائية) بليون دولار | 1.02 تريليون                                                                       | 318.16 مليار                                          |
| الناتج المحلي الإجمالي الاسمي للفرد دولار أمريكي          | 12.55 ألف                                                                          | 61.13 ألف                                             |
| الناتج المحلي الإجمالي للفرد دولار أمريكي                 | 26.14 ألف                                                                          |                                                       |
| مؤشر التنمية البشرية                                      | 0.843                                                                              | 0.916                                                 |
| رمز المكالمات الدولي                                      | +48                                                                                | +353                                                  |
| رمز الإنترنت                                              | .pl                                                                                | .ie                                                   |
| المنطقة الزمنية                                           | توقيت وسط أوروبا، ت ع م+01:00، ت ع م+02:00، أوروبا/وارسو ‏، توقيت وسط أوروبا الصيفي | 00، ت ع م+01:00، أوروبا/دبلن ‏                         |

## مدن متوأمة
في ما يلي قائمة باتفاقيات التوأمة بين مدن بولندية وأيرلندية:
- ترتبط خوينا مع بوندوران باتفاقية توأمة.
- ترتبط Kolbuszowa [الإنجليزية]‏ مع كوف باتفاقية توأمة منذ 1987.
- ترتبط كاتوفيتسه مع جنوب دبلن باتفاقية توأمة منذ 1991.

## منظمات دولية مشتركة
يشترك البلدان في عضوية مجموعة من المنظمات الدولية، منها:
| علم المنظمة | اسم المنظمة                             | تاريخ انضمام بولندا | تاريخ انضمام جمهورية أيرلندا |
| ----------- | --------------------------------------- | ------------------- | ---------------------------- |
|             | وكالة الفضاء الأوروبية                  | 19 يناير 2012       | ?                            |
|             | الاتحاد الأوروبي                        | 1 مايو 2004         | 1973                         |
|             | وكالة ضمان الاستثمار متعدد الأطراف      | 29 يونيو 1990       | 27 أكتوبر 1989               |
|             | منظمة التعاون الاقتصادي والتنمية        | 22 نوفمبر 1996      | ?                            |
|             | الأمم المتحدة                           | 24 أكتوبر 1945      | 14 ديسمبر 1955               |
|             | الوكالة الدولية للطاقة                  | 25 سبتمبر 2008      | ?                            |
|             | الفريق المعني برصد الأرض                | ?                   | ?                            |
|             | منظمة حظر الأسلحة الكيميائية            | ?                   | ?                            |
|             | منظمة التجارة العالمية                  | 1 يوليو 1995        | ?                            |
|             | منظمة الشرطة الجنائية الدولية           | ?                   | ?                            |
|             | منظمة الأمن والتعاون في أوروبا          | 25 يونيو 1973       | 25 يونيو 1973                |
|             | مؤسسة التنمية الدولية                   | 28 أكتوبر 1960      | 22 ديسمبر 1960               |
|             | نظام تحكم تكنولوجيا القذائف             | 1998                | 1992                         |
|             | يونسكو                                  | 6 نوفمبر 1946       | 3 أكتوبر 1961                |
|             | مجلس أوروبا                             | 26 نوفمبر 1991      | ?                            |
|             | الاتحاد البريدي العالمي                 | 1 مايو 1919         | ?                            |
|             | البنك الدولي للإنشاء والتعمير           | 27 يونيو 1986       | 8 أغسطس 1957                 |
|             | المنظمة الهيدروغرافية الدولية           | ?                   | ?                            |
|             | الاتحاد الدولي للاتصالات                | 1921                | 8 ديسمبر 1923                |
|             | مؤسسة التمويل الدولية                   | 29 ديسمبر 1987      | 11 سبتمبر 1958               |
|             | المنظمة الأوروبية لسلامة الملاحة الجوية | 2004                | 1965                         |
|             | مجموعة أستراليا                         | 1994                | 1985                         |
|             | مجموعة الموردين النوويين                | ?                   | ?                            |

## أعلام
هذه قائمة لبعض الشخصيات التي تربطها علاقات بالبلدين:
- حاييم هرتصوغ (سياسي إسرائيلي، 17 سبتمبر 1918[23][24][25] – 17 أبريل 1997[23][24][26])

## وصلات خارجية
- موقع وزارة الخارجية البولندية
- موقع وزارة الخارجية الأيرلندية